# Rózsás Antal
Rózsás Antal (Anton Edler von Rosas, vagy Anton(io) Rosas; Pécs, 1791. december 23. – Bécs, 1855. május 31.) magyar születésű osztrák szemészorvos.

## Élete
Rózsás Antal 1806 és 1811 között először a pesti, majd a Bécsi Egyetemen tanult, ahol 1814-ben orvosdoktor és szemészmester, 1816-ban pedig sebészdoktor lett. Azután Georg Josef Beer asszisztenseként dolgozott a világ első egyetemi szemklinikáján, amelyet főnöke alapított a Generali Kórházban. 1819-ben Rózsás ideiglenesen a Padovai Egyetemre költözött át, ahol megreformálta a szemklinikát, mielőtt 1821-ben Beer utódja lett Bécsben. 1853-ig vezette a Bécsi Egyetem Szemészeti Tanszékét. 1840 és 1842 között Ignaz Gulz és Hirschler Ignác voltak a tanársegédjei. 1837-ben Rózsást nemesi rangra emelték. 1849–50-ben a bécsi „orvosi stúdiumok” igazgatóhelyettese is volt. Halála után a bécsi Szent Márk-temetőben temették el. A bécsi Rosasgassét, Meidlingben, 1894-ben róla nevezték el.

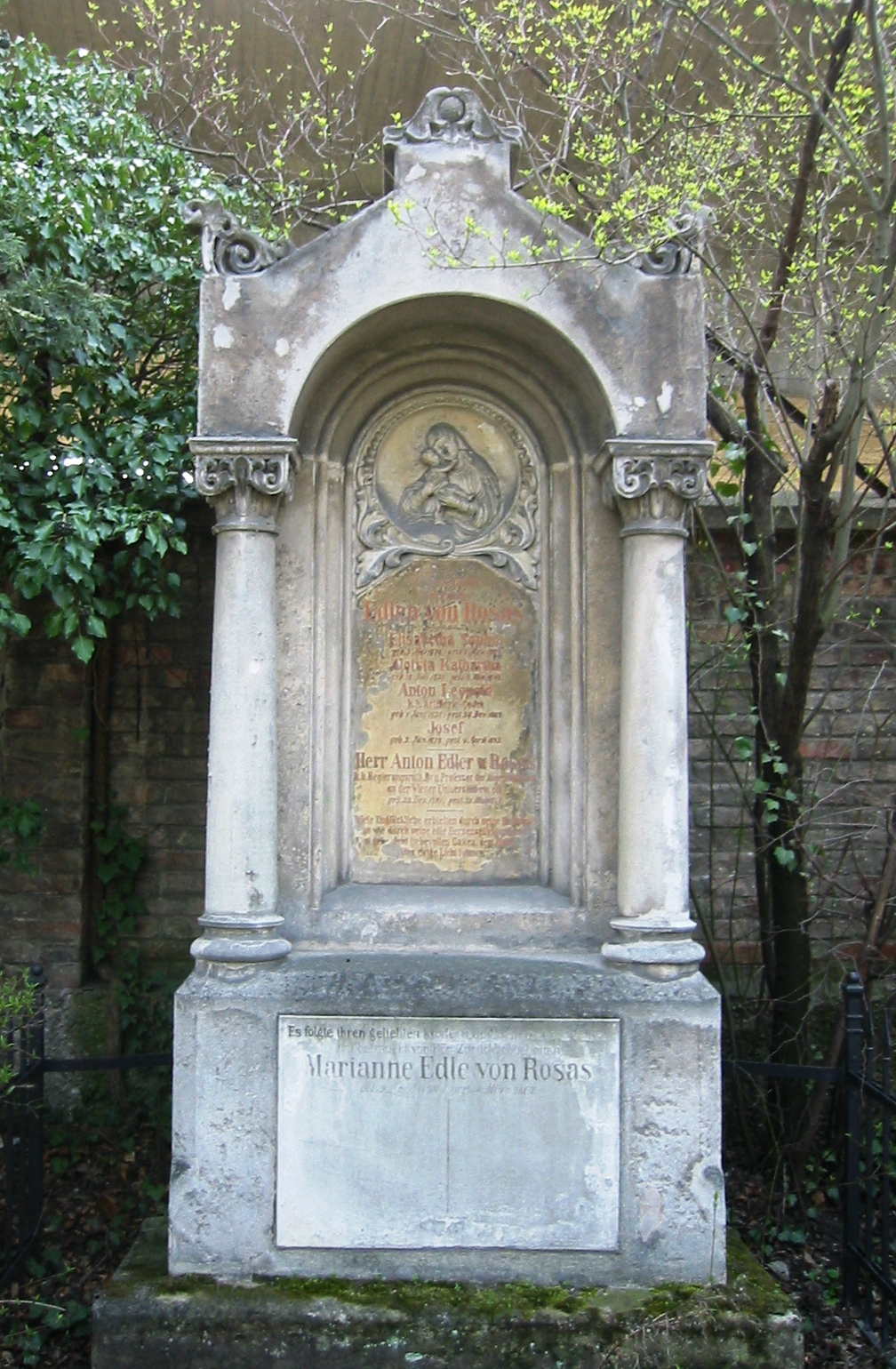
Sírja a bécsi Szent Márk-temetőben

## Jelentősége
Rózsás eredményei közé tartoznak olyan fejlesztések, mint az egész évben nyitva tartó járóbeteg-rendelő létrehozása a klinikáján, különféle szembetegségek viaszmodelljének elkészítése, valamint a klinika szakkönyvtárának bővítése. Kiváló tanárnak és sebésznek tartották, emellett kiemelkedő szakíró is volt.
A bécsi egyetemen töltött ideje alatt azonban Rózsás ellenezte a zsidó diákok és orvosok hozzáférésének megkönnyítését, például az 1842-es Osztrák Császári és Királyi Állam Orvosi Évkönyvében: „Az izraelita orvosok számának növekedése káros az orvoslásra mint művészetre és tudományra, sőt az emberiségre is.” Ez az antiszemita hozzáállás teljesen alaptalan volt, különösen mivel akkoriban Bécs 388 orvosa közül mindössze nyolcan voltak zsidó.

## Írásai
- Elméleti és gyakorlati szemészeti kézikönyv, 3 kötet (1830)
- A Bécsi Egyetem általános és orvosi karának rövid története (1843–47)

## Fordítás
- Ez a szócikk részben vagy egészben  az   Anton von Rosas című német Wikipédia-szócikk ezen változatának fordításán alapul.  Az eredeti cikk szerkesztőit annak laptörténete sorolja fel. Ez a jelzés csupán a megfogalmazás eredetét és a szerzői jogokat jelzi, nem szolgál a cikkben szereplő információk forrásmegjelöléseként.